# الگا بوریس
اُلگا بوریس (لهستانی: Olga Borys؛ ‏تلفظ لهستانی: [ˈɔlɡa ˈbɔrɨs]؛ ‏ زادهٔ ۱ ژانویهٔ ۱۹۷۴) بازیگر و صداپیشه اهل لهستان است. وی از سال ۱۹۹۶ میلادی تاکنون مشغول فعالیت بوده‌است.
از فیلم‌ها یا مجموعه‌های تلویزیونی که وی در آن‌ها نقش داشته‌است، می‌توان به اجاره‌نشین‌ها، ع چون عشق، پدر متیو، عشق اول، در خوشی و سختی، پرستار کودک، ماگدا ام.، در خیابان سپولنی و طایفه اشاره نمود.